# Trafikplats Kropp

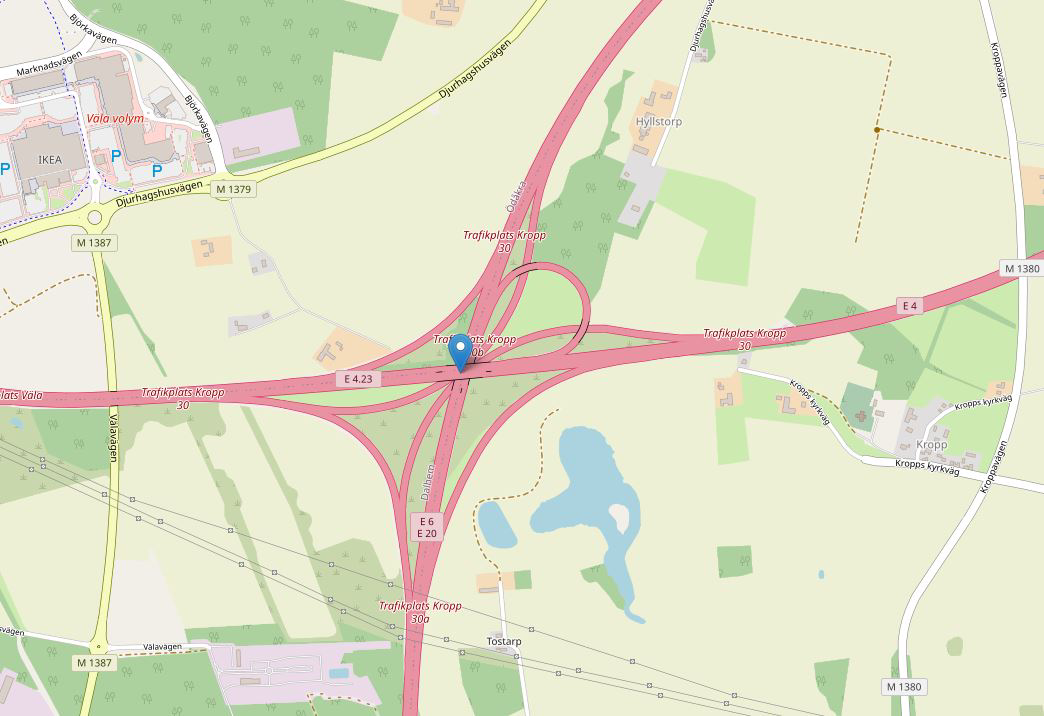
Karta över korset.

Trafikplats Kropp, avfartsnummer , är en trafikplats nära Kropp ca 9 km nordost om centrala Helsingborg. Här möts motorvägarna E4 och E6/E20. Trafikplatsen invigdes den 6 november 1978 och utmärker sig genom att vara byggd med vägbanor i tre plan. Anslutningarna E6/E4 är inte fullständiga. Det saknas anslutning mellan E6 till/från Göteborg och E4 till/från Jönköping och Stockholm. En kortare sträcka länsväg  
får istället användas.

## Bilder

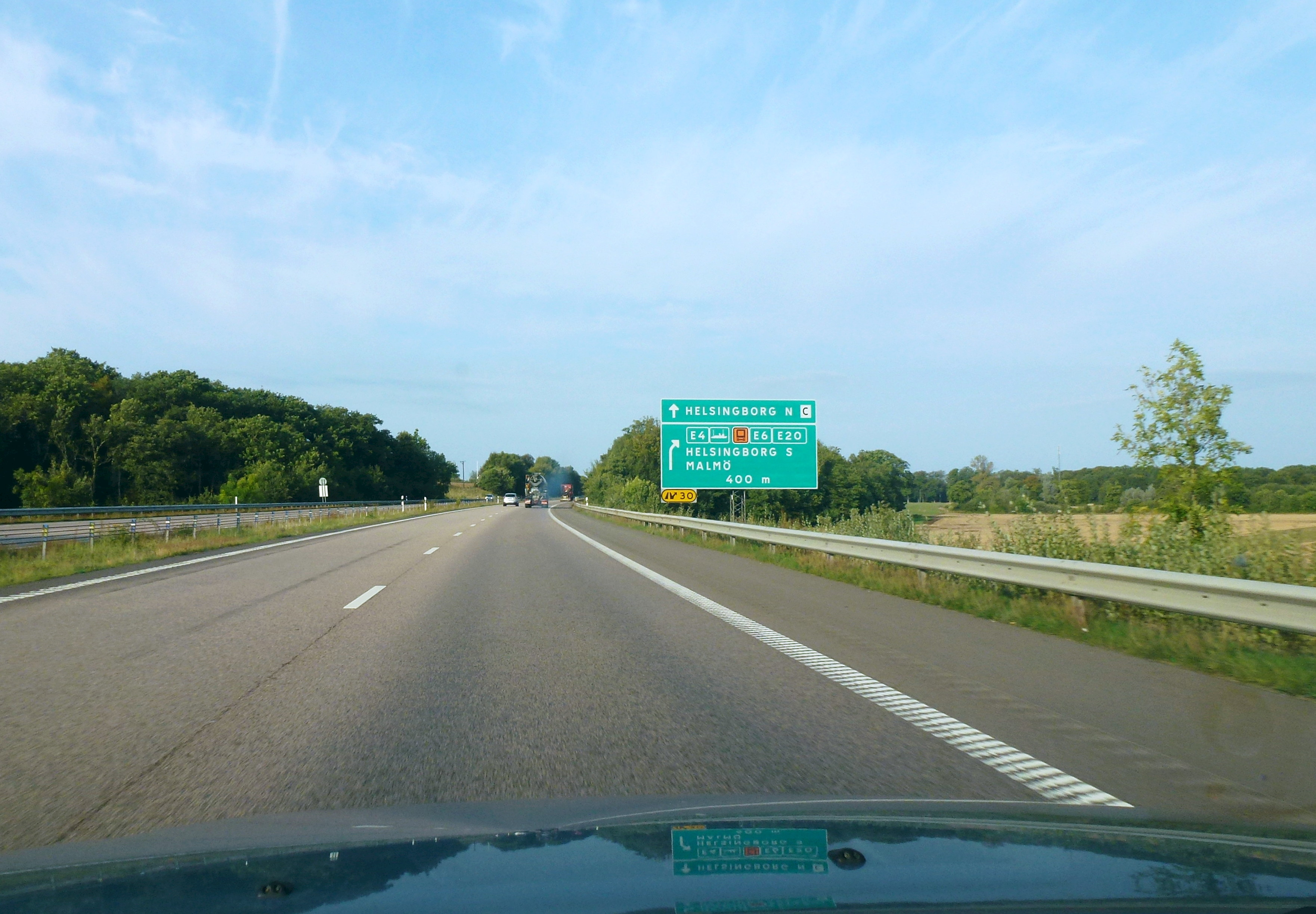
Från bilden i södergående riktning strax före trafikplatsen
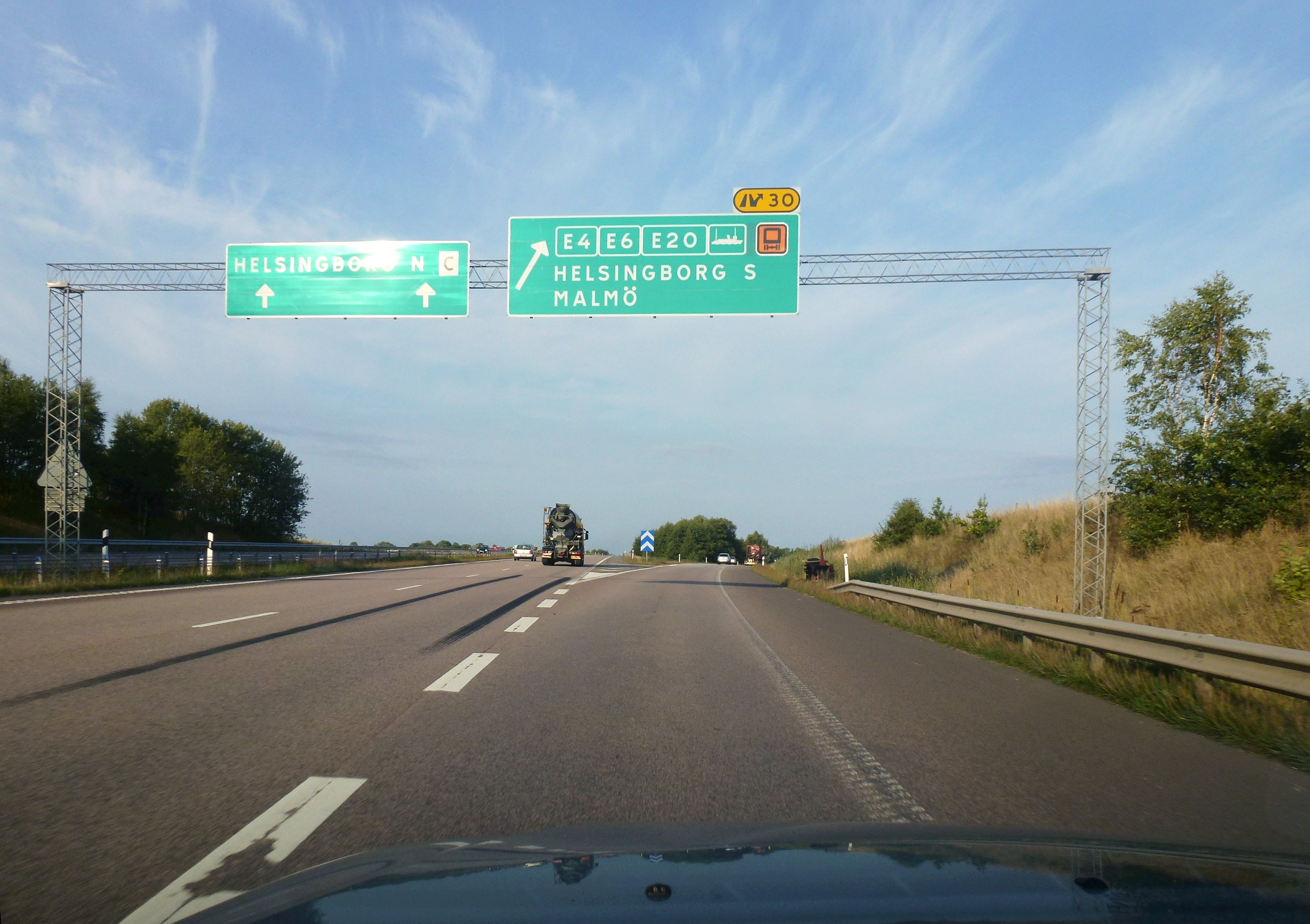
Från bilden i södergående riktning strax före korset
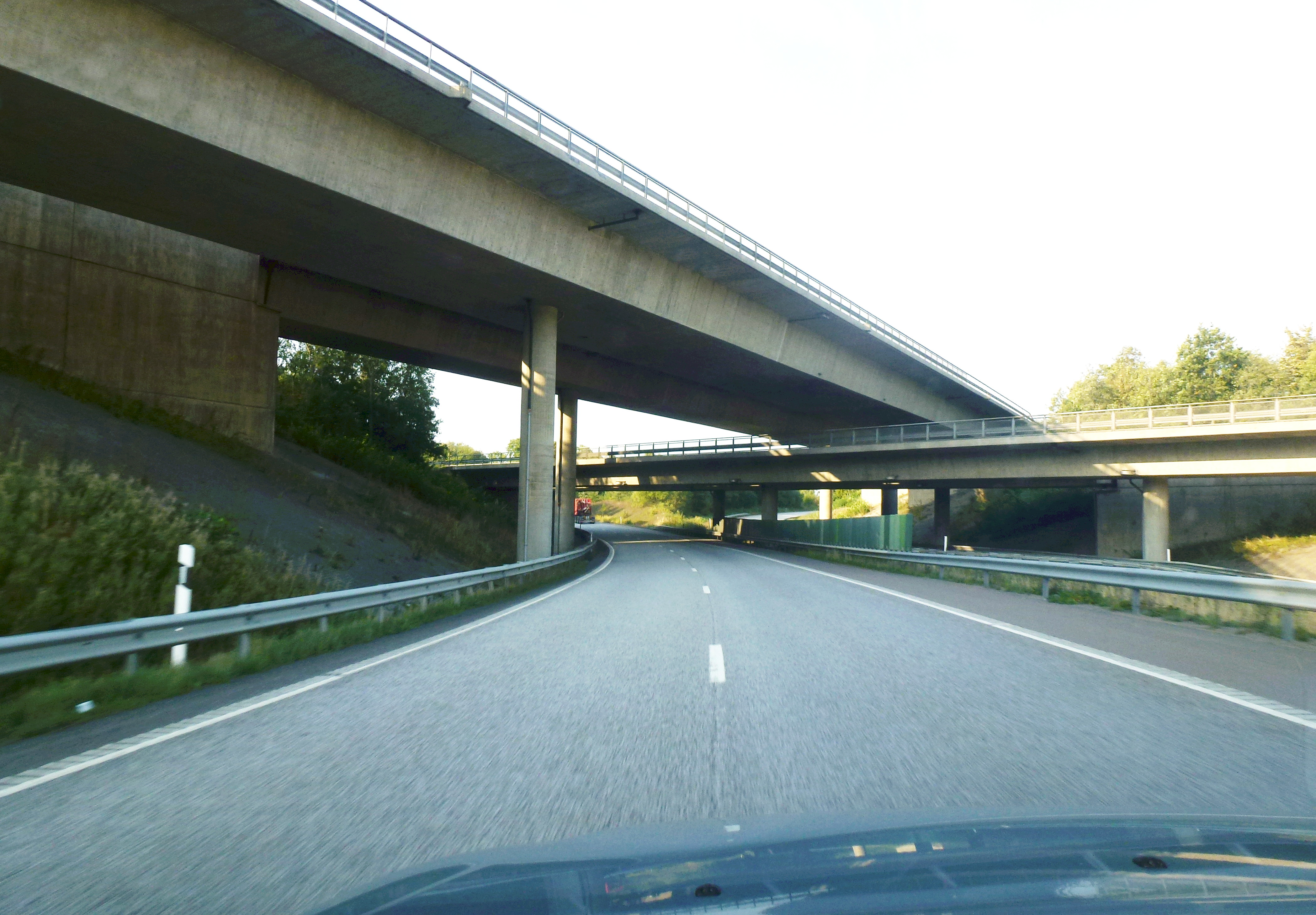
Vägbanor i korset i tre plan